# Мілвокі (Орегон)
Мілвокі (англ. Milwaukie) — місто (англ. city) в США, в округах Клакамас і Мултнома штату Орегон. Населення — 21 119 осіб (2020).

## Географія
Мілвокі розташоване за координатами 45°26′39″ пн. ш. 122°37′15″ зх. д. / 45.44417° пн. ш. 122.62083° зх. д. (45.444124, -122.620915).  За даними Бюро перепису населення США в 2010 році місто мало площу 12,57 км², з яких 12,49 км² — суходіл та 0,07 км² — водойми.

## Демографія
Згідно з переписом 2010 року, у місті мешкала 20 291 особа в 8667 домогосподарствах у складі 5075 родин. Густота населення становила 1615 осіб/км².  Було 9138 помешкань (727/км²).
Расовий склад населення:
| - 88,5 % — білих - 2,5 % — азіатів - 1,3 % — корінних американців - 1,3 % — чорних або афроамериканців - 0,3 % — вихідців з тихоокеанських островів - 2,5 % — осіб інших рас |

До двох чи більше рас належало 3,6 %. Частка іспаномовних становила 7,0 % від усіх жителів.
За віковим діапазоном населення розподілялося таким чином: 20,7 % — особи молодші 18 років, 65,7 % — особи у віці 18—64 років, 13,6 % — особи у віці 65 років та старші. Медіана віку мешканця становила 39,9 року. На 100 осіб жіночої статі у місті припадало 94,7 чоловіків;  на 100 жінок у віці від 18 років та старших — 91,3 чоловіків також старших 18 років.
Середній дохід на одне домашнє господарство  становив 60 571 долар США (медіана — 52 011), а середній дохід на одну сім'ю — 71 848 доларів (медіана — 65 610). Медіана доходів становила 46 789 доларів для чоловіків та 38 689 доларів для жінок. За межею бідності перебувало 12,9 % осіб, у тому числі 10,9 % дітей у віці до 18 років та 9,2 % осіб у віці 65 років та старших.
Цивільне працевлаштоване населення становило 10 236 осіб. Основні галузі зайнятості: освіта, охорона здоров'я та соціальна допомога — 23,2 %, роздрібна торгівля — 11,6 %, виробництво — 11,4 %.